# LaMia
LAMIA (acrónimo de Línea Aérea Mérida Internacional de Aviación, Compañía Anónima, frecuentemente estilizado como LaMia) fue una aerolínea que se formó inicialmente en Venezuela, pero que luego fue reubicada en Bolivia para una nueva operadora LAMIA Bolivia en noviembre de 2015. A raíz del accidente donde murió gran parte del plantel del club brasileño Chapecoense el 28 de noviembre de 2016, el 1 de diciembre de ese año, Dirección General de Aeronáutica Civil de Bolivia le retiró el permiso de operación a la aerolínea, al igual que su par de Paraguay.

## Historia
La aerolínea fue creada por el empresario Ricardo Alberto Albacete Vidal, con el apoyo de las autoridades del estado venezolano de Mérida y su gobernador Marcos Díaz, para impulsar el turismo de la región. Recibió su primer avión, un ATR-72 212A, en agosto de 2009; sin embargo, dada la falta de permisos, el avión fue devuelto a su arrendador, abandonándose el proyecto inicial de aerolínea. En 2011, la aerolínea volvió a reactivarse usando un Avro RJ-85 para vuelos domésticos desde Mérida, pero no resultó. Nuevamente, en noviembre de 2013 se tuvo proyectado dar servicio desde el aeropuerto de Porlamar, isla de Margarita; con el apoyo del gobernador de Nueva Esparta, Carlos Mata Figueroa, pero no hubo resultados.
En noviembre de 2015, LaMia mudó sus operaciones a Bolivia, y estableció su oficina en Santa Cruz de la Sierra, y recibió permiso de las autoridades de aviación civil para operar vuelos domésticos desde ahí.
Su flota incluyó tres RJ-85 con 95 pasajeros cada uno. Adicionalmente, según el coordinador de operaciones de la aerolínea, tanto compañías mineras, agencias de viajes y clubes de fútbol están como principales clientes. Entre los clientes frecuentes se encontraban las selecciones nacionales de fútbol de Argentina y Venezuela, así como los clubes locales Oriente Petrolero y Club Blooming.
Tras el accidente del vuelo 2933 del 28 de noviembre de 2016, su licencia de vuelo fue suspendida por el gobierno boliviano. La fiscalía boliviana confiscó las dos aeronaves remanentes de la empresa (aviones Avro Regional Jet 85) que se encontraban en un hangar en la ciudad de Cochabamba  para mantenimiento.

## Flota histórica
| Aeronaves             | Total | Introducido | Retirado | Matrículas                        |
| --------------------- | ----- | ----------- | -------- | --------------------------------- |
| ATR 72-100            | 1     | 2009        | 2009     | EC-KKQ                            |
| British Aerospace 146 | 4     | 2015        | 2016     | P4GIU, CP-2933, CP-2997 y CP-2998 |

## Accidente
A las 22:00 del 28 de noviembre de 2016, una aeronave de la empresa con matrícula CP-2933, proveniente de Santa Cruz de la Sierra (Bolivia), se estrelló en el Cerro El Gordo, jurisdicción del municipio La Unión, Antioquia (Colombia). En dicho avión había 68 pasajeros, entre ellos el plantel del equipo de fútbol brasileño Chapecoense, y 9 tripulantes. Se ha informado oficialmente el fallecimiento de 71 ocupantes entre cuerpo técnico, futbolistas, periodistas y personal de la aerolínea. En el accidente sobrevivieron cuatro futbolistas (Alan Ruschel, Marcos Danilo Padilha, Jakson Follmann y Neto), aunque luego se produjo el fallecimiento del portero Danilo mientras recibía cirugía para atender sus lesiones. Además sobrevivieron dos tripulantes, ambos bolivianos, y un periodista.
El 1 de diciembre, tanto la Dirección Nacional de Aeronáutica Civil (DINAC) de Paraguay como su par boliviana le retiraron el permiso de operación a la aerolínea, mientras que el Ministerio de Obras Públicas de Bolivia decidió cambiar a los directivos de dicho órgano de control y de la Administración de Aeropuertos «para no contaminar la investigación». Ese mismo día, también suspendió a la aerolínea.
El equipo de fútbol evalúa demandar a la empresa de transporte una vez se tengan los informes de la investigación, aunque la prioridad es la «cuestión humanitaria, de las familias y de las víctimas».